# Stanisław II August Poniatowski
Stanisław II August av den adliga familjen Poniatowski var den siste kungen av det polsk-litauiska samväldet. Han föddes den 17 januari 1732 och dog den 12 februari 1798. Fadern var greve Stanisław Poniatowski och modern furstinnan Konstancja Czartoryska. Stanisław II August var kung av Polen och storfurste av Litauen mellan 1764 och 1795.
Stanisław August har framför allt gått till historien som Polens siste kung, men han gjorde också som regent betydande insatser för den polska konsten, kulturen och utbildningsväsendet. Han gynnade näringslivet och ansåg att en bättre ställning för borgerskapet och en motsvarande reduktion av adelns makt skulle göra Polen starkare. Hans memoarer (Mémoires du roi Stanislas-Auguste Poniatowski, St.-Pétersbourg 1914–1924) är en viktig källa till samtida europeisk politik.

## Biografi

### Karriär
Den unge Stanisław Poniatowskis politiska karriär tog sin början då han 1755 sändes till Sankt Petersburg som sachsisk och polsk diplomat. Den stilige och intelligente polacken blev snart älskare åt storfurstinnan Katarina, den blivande kejsarinnan Katarina den stora, vars äktenskap med den blivande tsar Peter III var olyckligt. Efter att August III år 1763 avlidit valdes Stanislaw med stöd från Ryssland till polsk kung den 7 september 1764. Som kung antog han namnet Stanisław II August. Det ryska inflytandet över Polen hade varit betydande under större delen av 1700-talet och Stanisław sågs inledningsvis som en marionett för ryska intressen. Han förmådde inte förhindra Polens första delning 1772 som genomfördes av grannstaterna Preussen, Österrike och Ryssland utan krigshandlingar.

### Politik
Stanisław försökte nu genomföra reformer som skulle stärka Polen i förhållande till de aggressiva grannmakterna. Den 3 maj 1791 stadfäste han en radikal och för sin tid mycket avancerad författning för det polsk-litauiska samväldet, som avskaffade valkungadömet, liberum veto och livegenskapen. För att säkra Polens oberoende hade sejmen ingått en allians med Preussen, men Ryssland lyckades förmå Preussen att byta sida. Med ryskt stöd skapades en konfederation av reformfientliga adelsmän, den så kallade Targowicakonfederationen, som lyckades hindra att konstitutionen trädde i kraft. Ryssland och Preussen intervenerade militärt och efter tappert motstånd besegrades styrkorna som var lojala kungen och den nya konstitutionen. Kungen tvingades acceptera Polens andra delning 1793.

### Senare liv
Ett uppror mot det ryska inflytandet lett av Tadeusz Kościuszko 1794 misslyckades, vilket ledde till att Polen utplånades som självständig nation när det delades för tredje gången. Stanisław August tvingades avsäga sig kronan den 25 november 1795. Han levde därefter i Sankt Petersburg fram till sin död 1798 på en pension som ställdes till förfogande av kejsarinnan Katarina, vars älskare han varit och för vilken han ännu sägs ha hyst kärlek. Han var aldrig officiellt gift, men ingick ett hemligt morganatiskt äktenskap med Elżbieta Szydłowska. 